# Dapsa palaestinensis
Dapsa palaestinensis là một loài bọ cánh cứng trong họ Endomychidae. Loài này được Audisio & de Biase, Alessio miêu tả khoa học năm 1996.